# Gmina Ebeltoft
Gmina Ebeltoft (duń. Ebeltoft Kommune) – w latach 1970–2006 (włącznie) jedna z gmin w Danii w ówczesnym okręgu Århus Amt. 
Siedzibą władz gminy było miasto Ebeltoft. 
Gmina Ebeltoft została utworzona 1 kwietnia 1970 na mocy reformy podziału administracyjnego Danii. Po kolejnej reformie w 2007 r. weszła w skład gminy Syddjurs.

## Dane liczbowe
- Liczba ludności: (♀ 7427 + ♂ 7570) = 14 997
  - wiek 0-6: 7,3%
  - wiek 7-16: 12,3%
  - wiek 17-66: 63,8%
  - wiek 67+: 16,5%
- zagęszczenie ludności: 54,5 osób/km²
- bezrobocie: 6,4% osób w wieku 17-66 lat
- cudzoziemcy z UE, Skandynawii i USA: 179 na 10 000 osób
- cudzoziemcy z krajów Trzeciego Świata: 153 na 10 000 osób
- liczba szkół podstawowych: 4 (liczba klas: 88)